# コメディアン (カテラン)

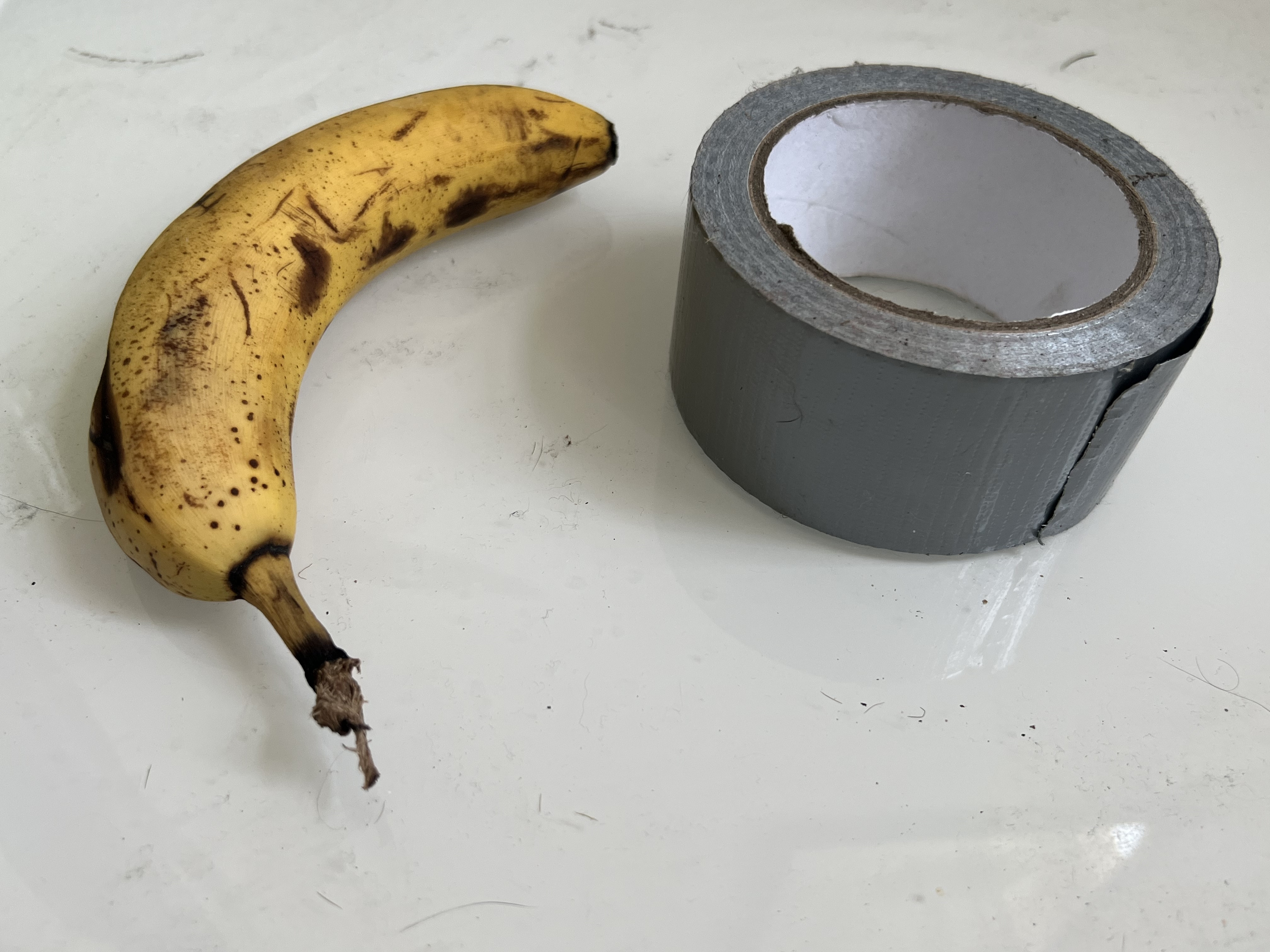
わずかに熟したバナナと銀色のダクトテープ

コメディアン（Comedian）は、イタリアのアーティスト、マウリツィオ・カテランによる2019年の作品で、3点が制作された。見た目には生のバナナをダクトテープで壁に固定しただけのコンセプチュアル・アートであり、 正しく展示するための詳細なマニュアルによってその真正性が担保されている。3つあるエディションのうちの2つがアート・バーゼルで10万ドルを超える金額で落札されたことで、メディアの注目を集めた。

## 製作背景
マウリツィオ・カテランは、イタリアのアーティストで、その人を食ったような作風で知られている。例えば2016年発表の黄金製かつ本来の用途で使用可能な便器「アメリカ」などが有名である。ダクトテープを使った作品としては、1999年に発表された、アートディーラーのマッシモ・デ・カルロをギャラリーの壁にダクトテープで張り付けた作品「A Perfect Day」が挙げられる。
一方で2019年には、パリで開催された国際コンテンポラリーアートフェアで、アメリカのメス・ファウンティン(Meth Fountain)が、食べかけのクロワッサンを壁に固定するという作品を出品している（『コメディアン』の発表に先駆けること数か月前である）。
またマルセル・デュシャンの『泉』やアンディ・ウォーホルのバナナを描いたポップアート(1967年）と比較されることもある。

### 作品
『コメディアン』は、生のバナナをダクトテープで壁に固定した作品である。カテランがマイアミの食料品店で買ってきたときのバナナはおよそ30セント程度だった。ただし作品の所有者が正しく展示するための詳細なマニュアルや作品証明書も、この作品の一部である。バナナとダクトテープは必要に応じて交換しても問題ない。『コメディアン』の物理的な現前性は、この作品の本質ではないからである。この作品を展示しているギャラリーのオーナー、エマニュエル・ペロタンは「グローバルな貿易のシンボルであり、ダブル・ミーニングであり、同時にユーモアのための古典的装置でもある」と語っている。
カテランはこの作品のアイデアを1年ほど温めていた。はじめはレジンやブロンズでサンプルをつくっていたが、最終的に生のバナナを使うというアイデアに立ち戻った。
インタビューで、なぜ「コメディアン」なのかと聞かれたカテランは、こう答えている。
コメディアンは、俳優ではないが一般人でもなく、虚構と現実の中間を生きている。コメディアンはいとも簡単に失敗することができる人間でもある。コメディアンは人を笑わせるために存在しているが、俳優が人を泣かせるのはあくまでそうすることもできるというだけだ。コメディアンは絵画ではなくて、コンセプチュアル・アートとジョークの中間なんだ。コンセプチュアル・アートにはいかなる感情も伴わない。そしてジョークは大きな思想を伝えることができない。

## 評価
『コメディアン』の発表は、波紋をよんだ。ニューヨークタイムズの記者ロビン・ポグレビンは、そもそもこれはアートなのかという疑問をなげかけた 。ガーディアンは、この作品を「紛れもなく本物の作品だ…。アレステッド・ディベロプメントでルシル・ブルースが放った金持ちはバナナの価格を知らないというギャグを彷彿とさせる」と評価した。オンラインでアートマーケットを展開するアートネットは、一週間のなかで最もひどい作品であり、カテランは「コレクターたちをだまして、壁にダクトテープで張り付けたバナナを1個12万ドルで売りつけた。大真面目に」と断言した。USAトゥデイは「このアート作品は、バナナである。以上」と反対にそっけない書き方をしている。ニューズウィークは「ミニマリストによるアートで、ユーモラスだ」とコメントしたが、 アートニュースは記事のタイトルで、この作品はシニカルなのか、それとも心を湧き立たせるような作品かと問いかけた。またCBSニュースによれば「今年行われたイベントで最も話題になったアート作品だろう」。
12月13日、ニューヨーク・ポストの1面には『コメディアン』のビジュアルが採用された 。
美術史家のノア・チャーニーは2021年に『The Devil in the Galle』を出版し、そのなかで「コメディアンは美しさが宿っているわけでもなければ技巧がこらされているわけでもない。つまり、デュシャン的な道を行こうとしているのだ」と論じている。作家のブライアン・C・ニクソは著書『Beauty (and the Banana)』のなかで「控えめにいっても、コメディアンはコンテンポラリーアートの荒野についてのコメンタリーといえるだろう。文化がいかにアートを理解し、解釈し、かかわるのかを伝えてくれる」。

### 購入者
この作品は3つのエディションが制作され、そのうち2つがアート・バーゼルで12万米ドルと16万米ドルで売却された。この事実に、メディアの大変な注目が集まった。購入者の１人は、パリのセレクトショップ、コレット（Colette）の創業者サラ・アンデルマンだった。 もう一方の購入者であるアートコレクターのビリー・コックスとベアトリス・コックスは次のように語っている。
『コメディアン』が、ともすれば安価で傷みやすい農作物と数インチのダクトテープでしかないという事実のしらじらしいほどの不条理さが、僕らに強く響いたということだ。〔この作品をめぐり〕世間でアートと社会についての議論が白熱しているのを目の当たりにして、購入を決断したんだ。もちろんリスクもあるだろうけれど、最終的にはカテランのバナナが歴史的なオブジェとしてのアイコンになることを予感したというわけだ。
2020年8月、アーティストのダミアン・ハーストがメディアに対して、『コメディアン』を購入できないことへの不満を口にし、自分の作品のどれかをカテランと交換してもいいと述べた。それに対するカテランの返事は、もう売り切れてしまった、というものだった。このやりとりの翌月、『コメディアン』は匿名の人物から展示のための手引きや図表を添えてグッゲンハイム美術館に寄付された。

## 介入
売却が決まった後も、アート・バーゼルでは継続して展示されていたが、その途中でジョージア出身のパフォーマンス・アーティスト、ダヴィド・ダトゥナ(David Datuna)が、展示中の作品に「介入」してバナナを食べてしまうという事件が起こった（バナナはその日のうちに交換された）。ダトゥナはこの行為を「Hungry Artist」と名付けているが、何の法的措置もとられることなく、その日はただフェアからの退場のみ求められた 。ダトゥナは「我々が何を唯物論的と認識するかは社会的な条件づけの結果にほかならない。対象物との有意な相互作用こそが物をアートに変貌させる。私はハングリーな芸術家だ。新たな相互作用に飢えているのだ」と語っている
2023年4月にもサムスン美術館 Leeumを訪れた学生が、展示されていた『コメディアン』のダクトテープを剥がしてバナナを食べて、自身のInstagramに動画を投稿している。動機を聞かれた学生は、朝食を抜いたので腹が減っていたと答えている。

## 再解釈
この作品に関するさまざまな論評が生まれた後にも、『コメディアン』を風刺したり再解釈する人間が多く現れた。デザイナーのセバスチャン・エラスリスによう、ディルドーを壁にダクトテープで留めた作品は、1万2千ドルの値でオークションのアイテムリストに加えた。暗号通貨アーティストのCryptoGraffitiは、ビットコインのプライベートキーを刻んでバナナを路傍の壁にダクトテープで貼り、それに『コモディティー』（The Commodity）と名付けるとともに「一部のモダンアートとは違って#Bitcoinには確かな価値がある」とツイートした。女優のブルック・シールズは、青いテープでじぶんの額にバナナを貼った写真をInstagramに投稿し、「高級な自撮り」とキャプションをつけた。デザイナーのサイモン・ポート・ジャックムスは、自身のLE CHIQUITOシリーズのイエローのマイクロバッグをダクトテープで壁にはった画像をInstagramに投稿し、「宣伝の機会までつくりだした」。ポパイズ・ルイジアナ・キッチンは、マイアミで開催された「 San Paul Gallery Urban Art  に出展し、白い壁にダクトテープでチキンサンドを留めた「The Sandwich」を製作した。この作品は12万3ドル99セントの値でアイテムリストに加わり「自力でバズってセンセーションを呼んだ」。ニューヨーク・メッツ、バーガーキング、ペリエ、カルフール、アブソルートなどのブランドがこの流れに追随している。

## 撤去
2019年12月8日、日曜の朝に『コメディアン』はフェアから撤去された。この作品を観るための行列による人だかりで、他の作品が影響を受けないようにというキュレータの判断だった。撤去後に、主催者からは次のような声明が発表された。
シンプルな構成の作品である『コメディアン』は、最終的に私たちを複雑な考えのなかに沈ませました。この記憶に値する冒険に参加されたすべての方に心から御礼申し上げます。そして私たちの仲間にも。今日フェアにお越しいただいた方には、『コメディアン』の鑑賞に参加していただけないことについて真摯にお詫びいたします。
作品の撤去後、エマニュエル・ペロタンはこの作品の紹介に特化したソーシャルネットワークサービスのアカウントを作成している。この作品を展示していた壁の一部に 口紅で「エプスタインは自分を殺さなかった」と書く悪戯も見つかったが、すぐに主催者側で対処された。

## 訴訟
アーティストのジョー・モーフォールドは、2000年に彼が発表した『Banana & Orange』に対する著作権侵害を理由にカテランに対して訴訟を起こしている。2022年7月、フロリダ州南部地区連邦地方裁判所は訴えの却下を求めるカテランの申立てを退けている。